# COVID-19 in gravidanza
L'effetto di COVID-19 in gravidanza non è completamente compreso a causa dell'assenza di dati affidabili. I risultati di uno studio limitato in Cina mostrano che le caratteristiche cliniche della polmonite COVID-19 nelle donne in gravidanza sono simili a quelle delle donne non in gravidanza. Nella linea guida 2022 il Royal College of Obstetricians and Gynaecologists riporta come le donne in gravidanza possano presentare un incrementato rischio di COVID-19 severo, sebbene la mortalità complessiva rimanga bassa; tra i fattori di rischio per ospedalizzazione riportati vi sono un indice di massa corporea > 25 Kg/m2, un'età materna maggiore di 35 anni e non essere vaccinati.
A partire da marzo 2020, non vi sono prove di trasmissione verticale di COVID-19 da madre a bambino nell'ultimo trimestre di gravidanza. Le previsioni basate su infezioni simili come la SARS e la MERS suggeriscono che le donne in gravidanza sono ad aumentato rischio di infezione grave.

## Studi su COVID-19 in gravidanza
Uno studio su nove donne infette nel terzo trimestre di gravidanza a Wuhan (Cina) ha mostrato la presenza di febbre (in sei su nove pazienti), dolore muscolare (in tre), mal di gola (in due) e sensazione di disagio (in due). C'era angoscia fetale in due. Nessuna delle donne ha sviluppato grave polmonite COVID-19 o è deceduta. Tutti hanno avuto nascite vive e non è stato osservato alcun soffocamento neonatale grave. Campioni di latte materno, liquido amniotico, sangue del cordone ombelicale e gola neonatale sono stati testati per SARS-CoV-2 e tutti i risultati erano negativi. Tuttavia, questo studio è troppo piccolo per trarre conclusioni forti sulla natura di COVID-19 in gravidanza. I rapporti dei media indicano che più di 100 donne con COVID-19 potrebbero aver partorito e, a partire da marzo 2020, non sono state segnalate morti materne. Sono stati segnalati due neonati infetti COVID-19, ma probabilmente la trasmissione si è verificata nel periodo postpartum .

## Raccomandazioni
Il Centro per il controllo delle malattie degli Stati Uniti consiglia alle donne in gravidanza di fare le stesse cose del grande pubblico per evitare l'infezione, come coprirsi quando si tossisce, evitare di interagire con le persone malate e lavarsi le mani con acqua e sapone o gel igienizzante. .
L'OMS raccomanda inoltre di mantenere la distanza sociale da altre persone, non toccando gli occhi, il naso e la bocca, praticando l'igiene respiratoria (coprendo bocca e naso con il gomito o un fazzoletto quando si tossisce o starnutisce - e gettando immediatamente il fazzoletto - ) e, in caso di febbre, tosse o difficoltà respiratorie, consultare un medico in base alle indicazioni sanitarie locali. L'OMS indica anche che le donne in gravidanza con sintomi dovrebbero essere prioritarie per il test COVID-19 e che le donne in gravidanza e coloro che hanno recentemente partorito devono mantenere gli appuntamenti di follow-up di routine.
L'OMS ricorda che tutte le donne in gravidanza, comprese quelle che hanno o sono sospettati di avere COVID-19, hanno il diritto a un follow-up di qualità prima, durante e dopo il parto . Ciò include la salute prenatale, neonatale, postnatale e mentale. Un'esperienza di nascita positiva include:
- Essere trattati con rispetto e dignità;
- La presenza di un compagno di tua scelta durante la consegna;
- Comunicazione chiara da parte degli operatori sanitari;
- Strategie appropriate per alleviare il dolore :
- Mobilità durante la consegna quando possibile e scelta della posizione di consegna.

Se si sospetta o si conferma COVID-19, gli operatori sanitari devono adottare misure per ridurre il rischio di infezione per sé stessi e per gli altri, compreso indossare indumenti protettivi. Il taglio cesareo non è raccomandato se non necessario dal punto di vista medico. L'allattamento al seno è possibile se la madre lo desidera, e se è infettata da COVID-19, dovrebbe eseguire l'igiene respiratoria, indossando una maschera se possibile, lavarsi le mani prima e dopo aver toccato il bambino, e spesso pulire e disinfettare il superfici toccate. Molteplici gruppi e associazioni hanno ricordato che, nonostante la pandemia globale di COVID-19 del 2019/20, le donne in gravidanza mantengono intatto il loro diritto di decidere e non sono esposte a protocolli di parto che minacciano la loro integrità fisica.

## Impatto della pandemia di COVID-19 sulle donne in gravidanza
Secondo UN Women, lo spostamento dell'attenzione e delle risorse dalla salute riproduttiva delle donne potrebbe esacerbare la mortalità materna e aumentare il tasso di gravidanze adolescenziali. Il Fondo delle Nazioni Unite per la popolazione sostiene che l'accesso a nascite sicure, cure prenatali, cure post-natali e test di screening secondo le linee guida nazionali sia fondamentale, in particolare negli epicentri della pandemia in cui la salute riproduttiva è influenzata negativamente.